# Unterhebelrepetierer
Ein Unterhebelrepetierer (engl.: lever-action rifle) ist eine Schusswaffe, die durch einen Hebel unter dem Gewehrkolben durchgeladen wird. Dies war vor allem in Amerika eine gebräuchliche Form des Mehrladegewehres, während in Europa Repetiergewehre mit einem durch den Kammerstängel betätigten Zylinderverschluss üblich sind.

## Geschichte

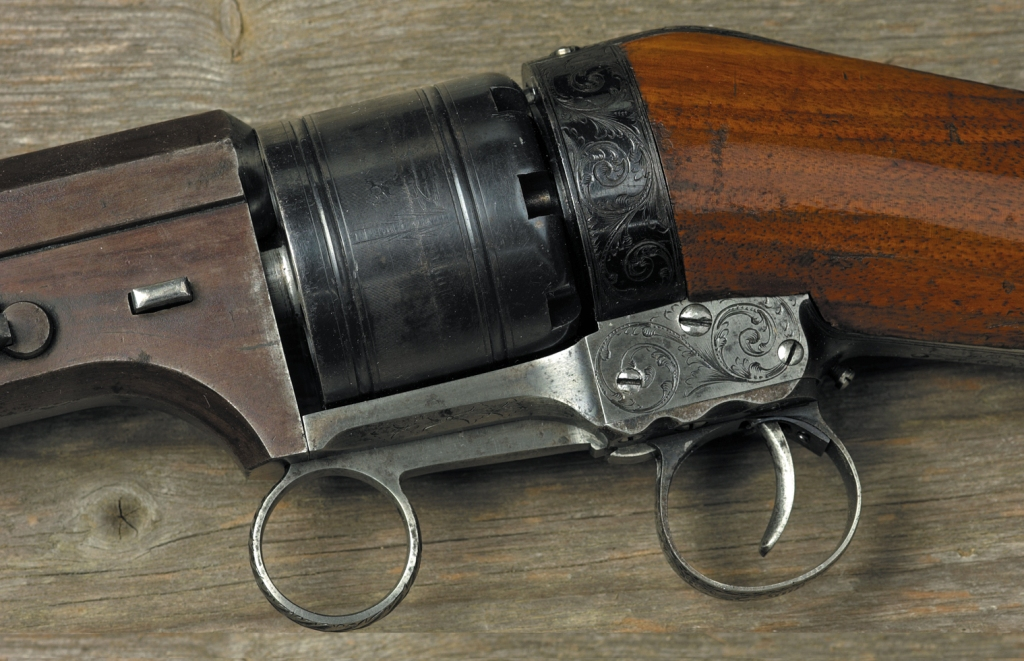
Colt Paterson Ring-Lever Gewehr

Der erste serienmäßig hergestellte Unterhebelrepetierer war das ab 1837 von Colt hergestellte Paterson Ring-Lever Perkussionsgewehr. Die Betätigung des vor dem Abzug angebrachten Ladehebels spannte den innenliegenden Hahn und brachte gleichzeitig die Trommel in die nächste Position.
Merkmale eines Unterhebelrepetierers finden sich auch in einem von Walter Hunt entworfenen Gewehr, das ab 1848 durch die Firma Hunt & Jennings in Vermont hergestellt wurde.
Hunts Perkussionsschloss-Gewehr, der „Volitional Repeater“, verwendete hülsenlose Patronen, die „Rocket Balls“. Ähnlich dem Minié-Geschoss war die „Rocket Ball“ hohl, aber der Innenraum war mit Schwarzpulver gefüllt und das Anzündhütchen war nicht in die Patrone integriert.

Volcanic-Pistole Kal .41

Horace Smith, späterer Partner von Daniel Wesson (Smith & Wesson) entwickelte um 1851 das Smith-Jennings Gewehr, das jedoch statt des einfachen Ladehebels zur Betätigung des Verschlusses einen Kniegelenk-Verschlussmechanismus hatte, wie er später in den Henry- und Winchester-Gewehren verwendet wurde. Es verschoss wie die späteren um 1855 von Winchester hergestellten Volcanic-Pistolen und Gewehre eine hülsenlose Munition, bei der die Zünd- und Treibladung direkt im hinten hohlen Geschoss eingepresst war. Da hülsenlose Munition wegen fehlender Liderung zu Gasverlusten führt und das geringe Volumen im Geschoss nur eine ungenügende Pulverladung erlaubt, waren die Volcanic-Waffen den Vorderladern ballistisch unterlegen.

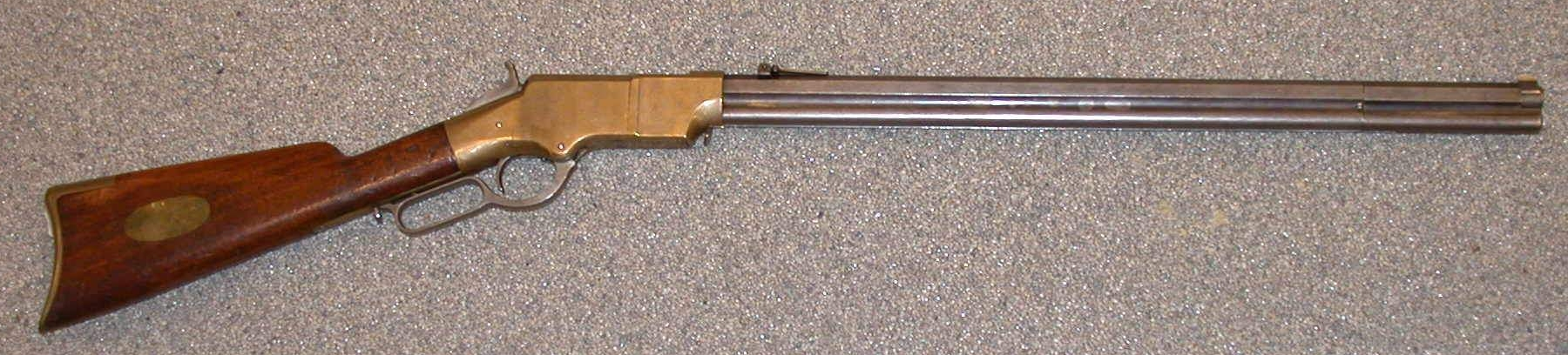
Henry Rifle

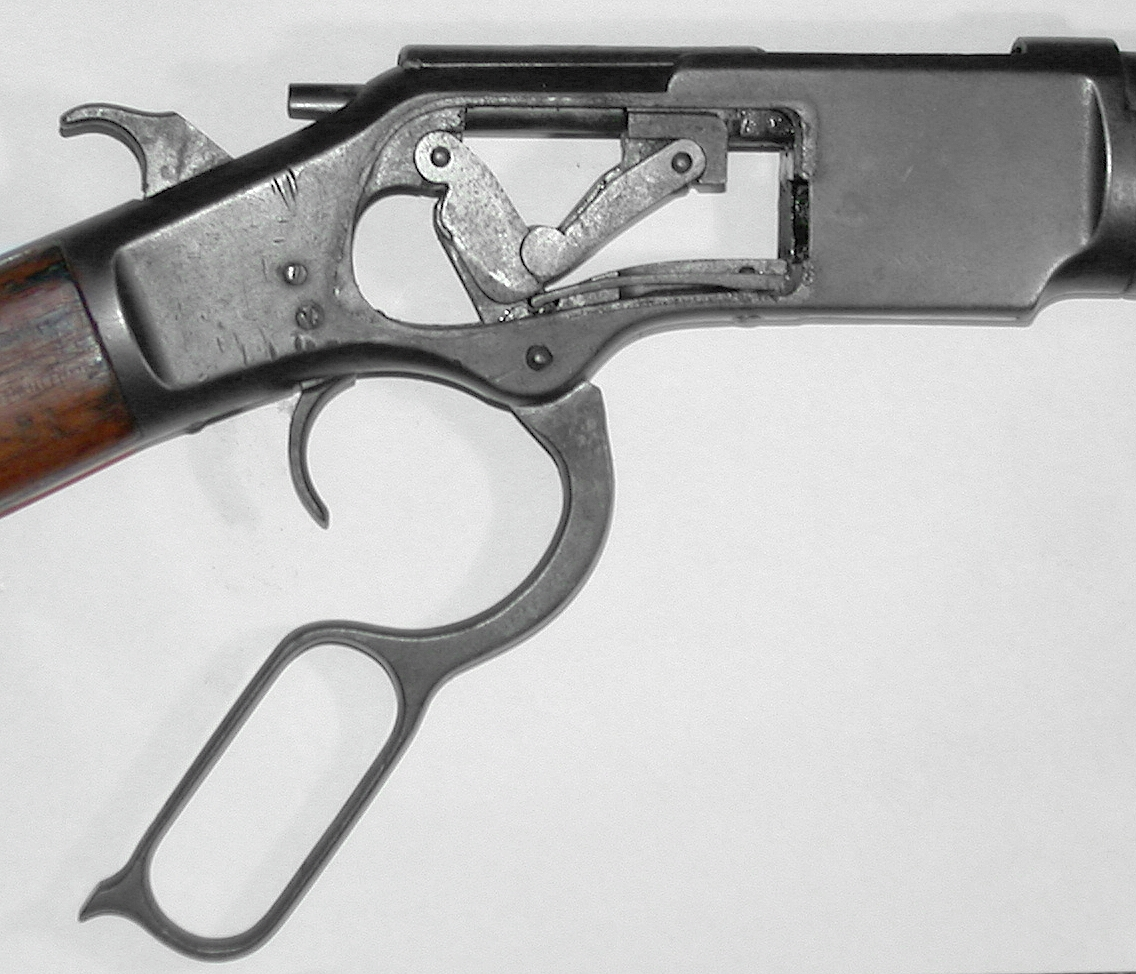
Funktion des Kniegelenk-Verschlusses beim Henry, Winchester Mod 66, 73 und 76

Unterhebelrepetierer von Winchester

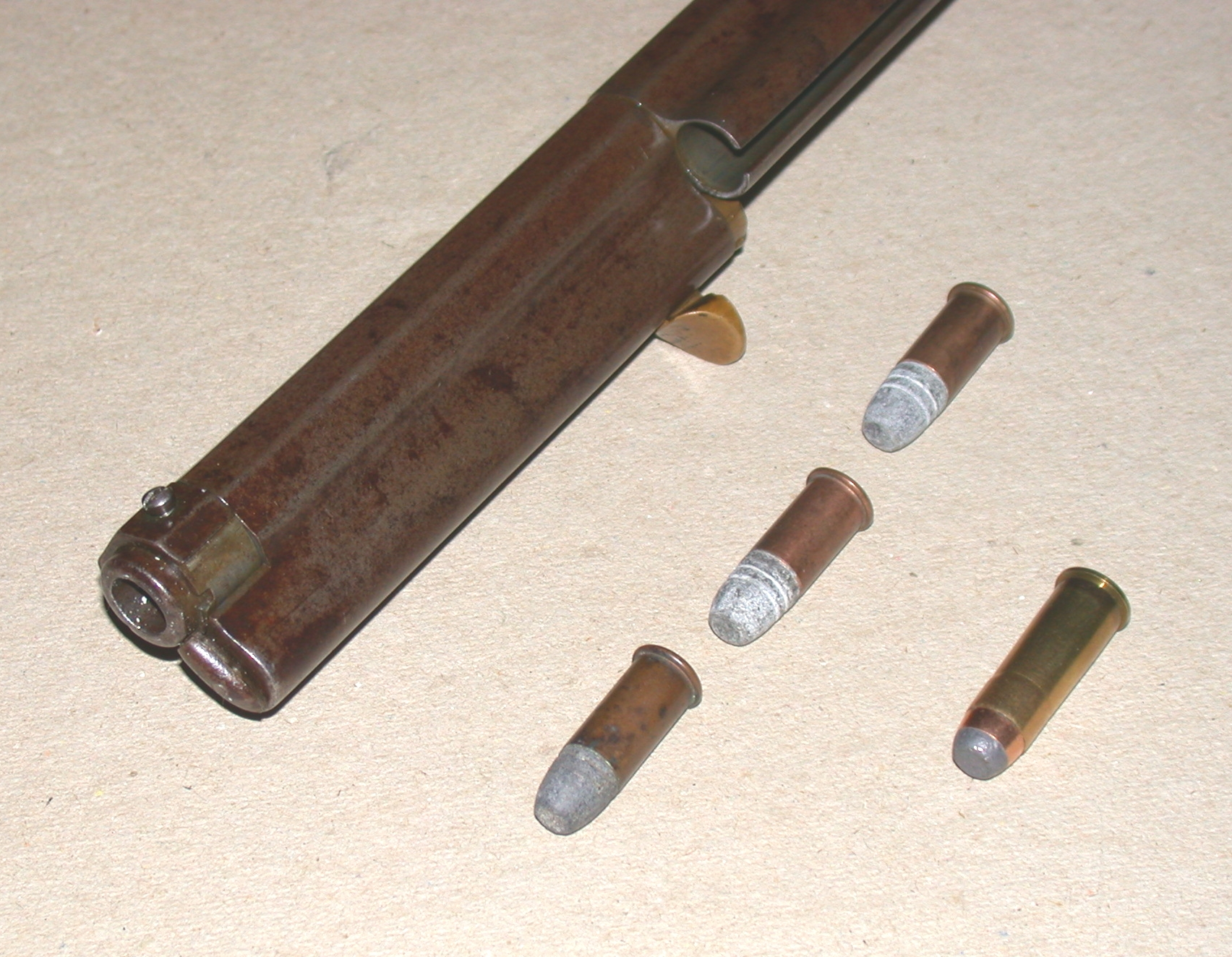
Henry-Gewehr, Röhrenmagazin vorne zum Beladen geöffnet. Drei Henrypatronen, zum Vergleich eine Patrone Mod 73 .44 WCF

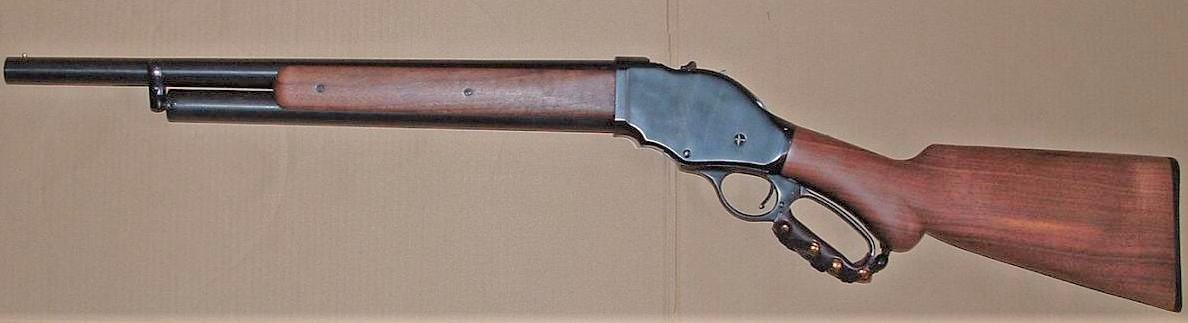
Moderner Nachbau einer Winchester M1887 Unterhebel-Repetierflinte

Erst die von Benjamin Tyler Henry entwickelte .44-Henry-Patrone mit einer Hülse zur Aufnahme des Pulvers und das dafür weiterentwickelte Henry-Gewehr wurden vom Markt angenommen und konnten sich durchsetzen. Obschon die 16-schüssige Henry keine Ordonnanzwaffe der U.S. Armee war, erwarb die Armeeführung der Nordstaaten über 1700 Henrygewehre zur Ausrüstung spezieller Einheiten. Zudem wurden solche von vielen Unions-Soldaten auf eigene Rechnung im Amerikanischen Bürgerkrieg eingesetzt und von den oft noch mit Vorderladern bewaffneten Südstaaten-Soldaten als „das verdammte Yankee-Gewehr, das am Sonntag geladen wird und die ganze Woche schießt“ bezeichnet.

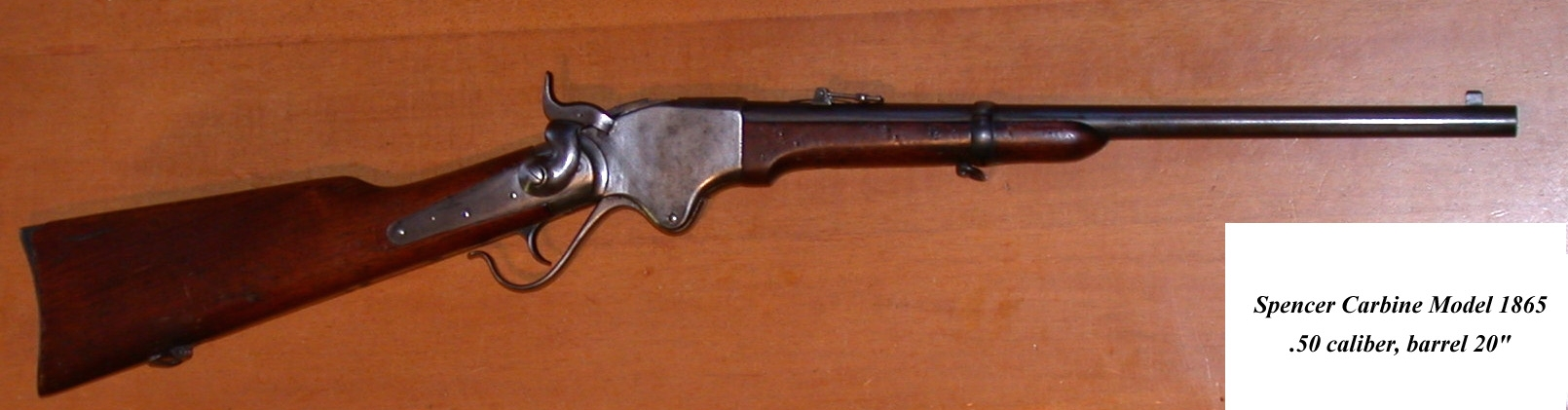
Spencer Karabiner

Ein anderes in diesem Krieg eingesetztes Unterhebel-Gewehr wurde 1860 von Christopher Spencer gebaut und ist als Spencer repeating rifle im Kaliber .50 und .56 bekannt geworden. Es hat ein Röhrenmagazin mit 7 Schuss im Kolben und einen außenliegenden Hahn, der vor jedem Abfeuern von Hand gespannt werden muss.

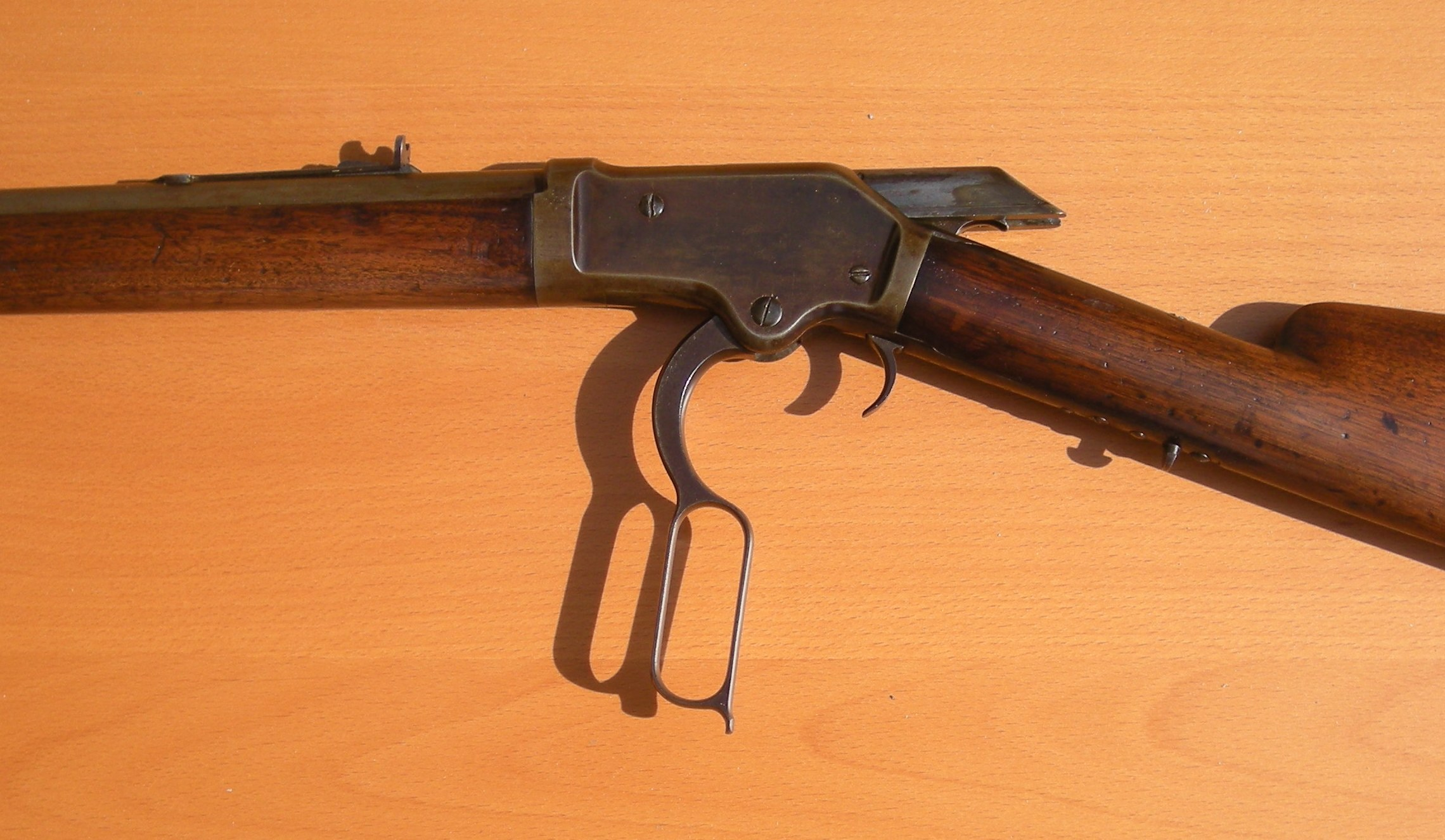
Colt-Burgess, Verschluss geöffnet

Der eigentliche Durchbruch gelang Oliver Winchester in der zweiten Hälfte des 19. Jahrhunderts mit Konstrukteuren wie Benjamin Tyler Henry (1860) Nelson King (er entwickelte 1866 die seitliche Ladeöffnung) und John Moses Browning (Das Browning Verschlusssystem erlaubte die Verwendung rauchloser Patronen, 1886), die die als Winchester-Gewehr bekannt gewordenen Unterhebelrepetierer entwickelten. Insgesamt wurden über 7 Mio. Winchester „Lever-Actions“ in diversen Kalibern, vom .22 lfB über die .44-40 WCF bis zur .30-06 (Standardpatrone der US Army), hergestellt. Die Firma gab im Jahr 2006 bekannt, dass die Produktion dieser Gewehre, insbesondere des Modells 94, nach über 100 Jahren eingestellt würde. Nur kurz, von 1883 bis 1885 stellte auch Colt den Colt-Burgess Unterhebelrepetierer her. Heute bieten noch Firmen wie die Marlin Firearms Company (seit 2020 Teil von Sturm, Ruger & Co.) solche traditionellen Repetierer eigener Entwicklung an. Das von Marlin weiterentwickelte Modell 1895 ist in seiner größeren Version auch zum Verschießen stärkerer Patronen als der .45-70 Government, der .450 Marlin geeignet. In Italien werden noch heute Nachbauten der bekanntesten Winchester-Gewehre hergestellt.
Es gibt auch Flinten mit Unterhebel-Lademechanismus, zum Beispiel Winchester Model 1887 Lever Action Shotgun und Model 1901 im Kaliber 12 und im größeren Kaliber 10, diese sind aber bei weitem nicht so verbreitet wie Vorderschaftrepetierflinten.
Unterhebelrepetierer werden heute noch hergestellt und zur Jagd verwendet.

## Ladezyklus

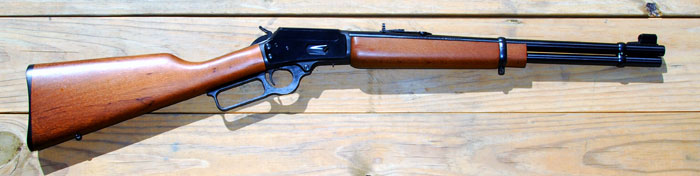
Marlin Model 1894C Karabiner im Kaliber .357 Magnum

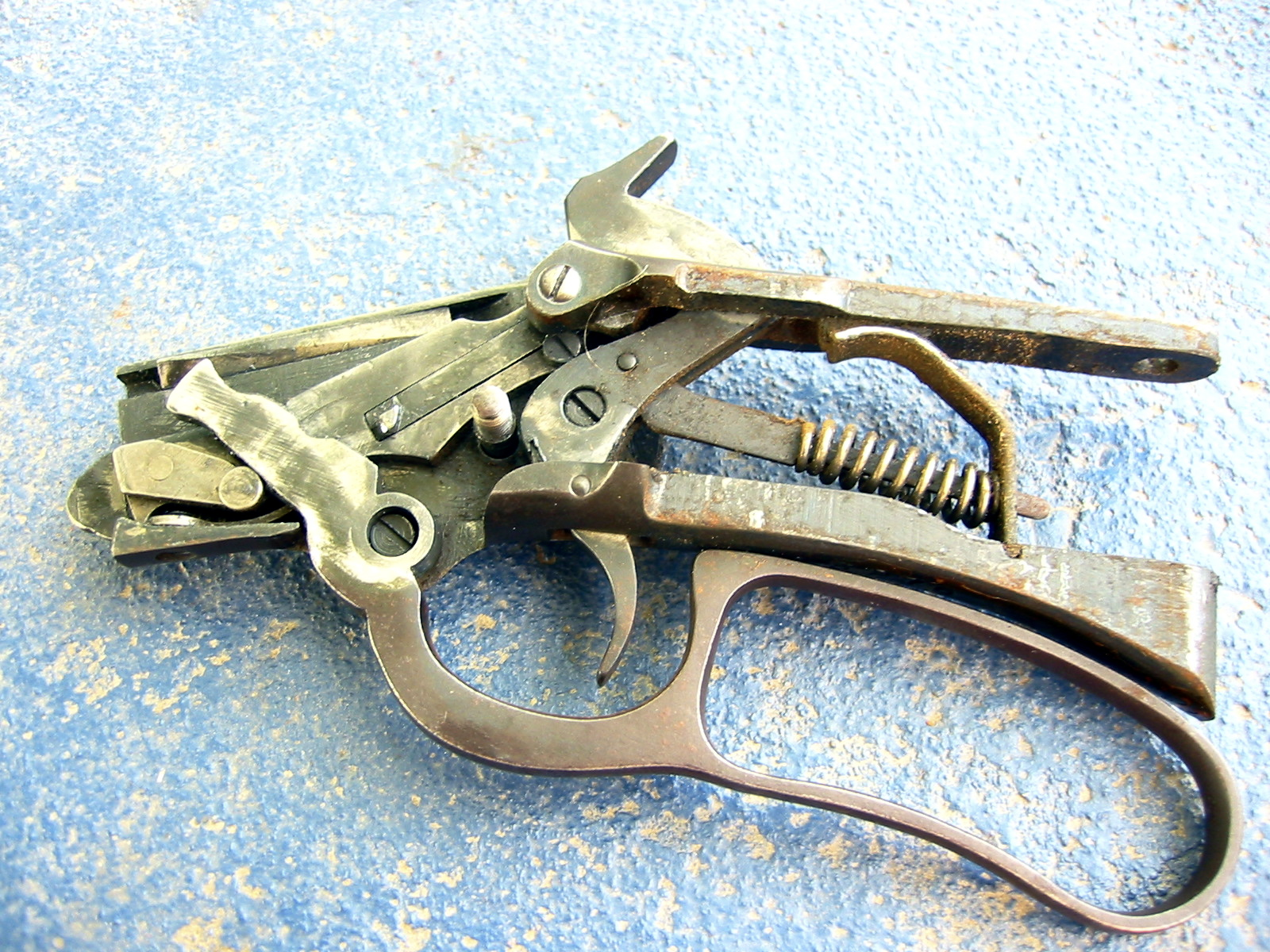
Repetier- und Abzugsbaugruppe Marlin Model 39A

Der Unterhebelrepetierer wird durch eine Vor- und Zurückbewegung des Ladehebels durchgeladen. Bei der Vorwärtsbewegung wird der Verschluss entriegelt und nach hinten gezogen. Die leere Hülse wird dabei aus der Patronenkammer gezogen, ausgeworfen, und gleichzeitig wird eine neue Patrone vor die Kammer gebracht. Bei der Rückwärtsbewegung des Hebels wird die neue Patrone vom vorlaufenden Verschluss in die Kammer geschoben. In der letzten Phase wird der Verschluss verriegelt, was bei den Winchester-Modellen 1860/66/73 und 76 sowie dem Colt-Burgess Gewehr durch ein Kniegelenk geschieht, bei den von John Moses Browning entwickelten Winchester-Modellen 1886 und 1892 durch zwei hinten am Verschlussblock seitlich rechts und links angebrachte Verriegelungskeile und bei den Modellen 1894 und 1895 durch einen hinter dem Verschlussblock angebrachten Verriegelungskeil.

## Magazin und Munition
Typisch für die zuerst angebotenen Unterhebelrepetierer ist das röhrenförmige Magazin unterhalb des Laufes. Beim Henry-Gewehr hat das 15 Schuss fassende Magazin auf der Unterseite auf ganzer Länge einen Schlitz. Zum Beladen wird der Magazinzuführer nach vorne geschoben und der vordere Teil der Magazinröhre ausgeschwenkt. Nach dem Einführen der Patronen dreht man den vorderen Teil zurück und gibt damit den federbelasteten Magazinzuführer frei.
Bei den Nachfolgern des Henry-Gewehres, zuerst beim Winchester Modell 1866, ist das Magazin eine geschlossene Röhre. Es wird durch eine Ladeöffnung rechts am Verschlussgehäuse des Gewehres befüllt. Diese ist mit einer Ladeklappe verschlossen, zur Zentrierung der Patronen ist die Klappe mit einer Führungsrille versehen. Im Magazin lagern die Patronen hintereinander, jeweils mit dem Patronenboden auf dem Geschoss der vorigen Patrone. Ursprünglich wurden Unterhebelrepetierer mit Randfeuermunition geladen, ab 1873 mit Zentralfeuerpatronen im amerikanischen Kaliber .44-40 WCF, ab 1874 .38-40 WCF und ab 1882 .32-20 WCF, woraufhin die Hersteller von Revolvern wie Colt mit dem Single Action Army, Remington Arms und Smith & Wesson diese Kaliber übernahmen, was erlaubte, für Revolver und Gewehr dieselbe Munition zu verwenden. Eine heute für Unterhebelrepetierer übliche Munition ist die Jagdpatrone .30-30 Winchester. Ein Nachteil der Röhrenmagazine ist die Verlagerung des Schwerpunktes der Waffe beim Schießen, was sich auf die Präzision ungünstig auswirkt.
Zudem sind Röhrenmagazine für Munition mit Spitzgeschossen nicht geeignet, da die Gefahr von Selbstzündung besteht.
Winchester und Savage entwickelten deshalb in den Neunzigerjahren des neunzehnten Jahrhunderts Unterhebelrepetierer mit Kastenmagazin, beim Savage-Gewehr Modell 1899 wurden die Patronen wie beim Mannlicher-Schönauer-Gewehr aus einem unter dem Verschluss angebrachten Trommelmagazin zugeführt.
Ab 1887 brachte Winchester einen Unterhebelrepetierer für Schwarzpulver-Schrotpatronen mit einem Röhrenmagazin für 5 Patronen in den Kalibern 10 und 12 auf den Markt, die Winchester Model 1887 Lever-Action Shotgun. Der Nachfolger, das Model 1901 verschoss rauchlose Patronen im Kaliber 10. Vom Model 1887 wurden etwa 64.000, vom Model 1901 etwa 13.500 Stück hergestellt.
1895 kam das Winchester Model 1895 Gewehr auf den Markt, welches ein Kastenmagazin hatte und Spitzpatronen verschoss. Die Waffe wurde als Großwild-Jagdwaffe, Infanteriegewehr und Militärkarabiner hergestellt. Die Russische Armee kaufte 1915/16 über 290.000 dieser Waffen im Militärkaliber 7.62 Russian. Der Karabiner mit 22-Zoll-Lauf in den amerikanischen Armeekalibern wurde von den Texas Rangers (Polizei), die ihre Waffen selber stellten, und anderen Polizeieinheiten eingesetzt. Der berühmteste Besitzer einer Winchester Mod 95 war der Großwildjäger und spätere amerikanische Präsident Theodore Roosevelt.

## Vorteile des Systems
Der wesentliche Vorteil des Unterhebelrepetierers liegt darin, dass er ohne losgelassen zu werden nachgeladen werden kann. Dies ist zu Pferd besonders wichtig. Auch beim Stehendschießen muss die Waffe nicht von der Schulter genommen werden, was die Feuergeschwindigkeit wesentlich erhöht. Vor der Entwicklung der Selbstladegewehre waren deshalb die Unterhebelrepetierer zusammen mit den Vorderschaftrepetierern die Gewehre mit der schnellsten Feuerfolge.